# Victoriafälle
Die Victoriafälle sind ein breiter Wasserfall des Sambesi zwischen den Grenzstädten Victoria Falls in Simbabwe und Livingstone in Sambia. Seit 1989 gehören die Fälle zum Weltnaturerbe der UNESCO.

## Allgemeines

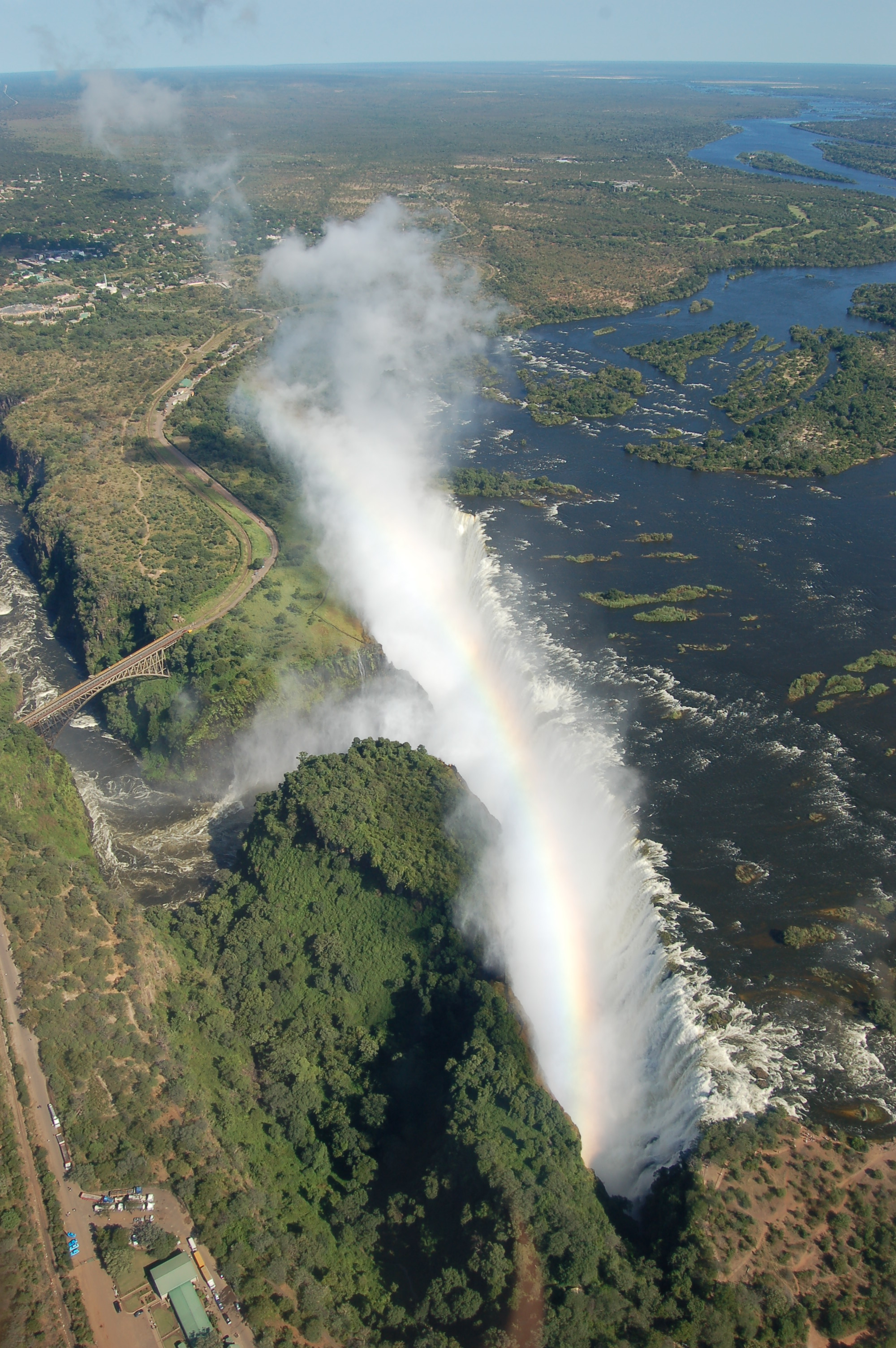
Luftaufnahme der Victoriafälle von Osten. Der Sambesi (fließt von rechts nach links) führt zum Zeitpunkt der Aufnahme relativ viel Wasser, und die Gischtwolken, die der Wasserfall produziert und denen er seinen afrikanischen Namen verdankt, sind deutlich sichtbar. In der linken Bildmitte der Boiling Pot und die Victoria Falls Bridge.

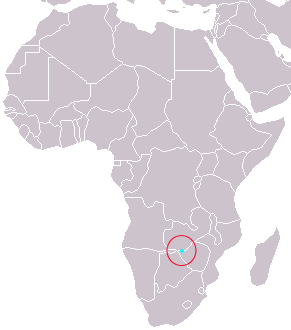
Lage der Victoriafälle

Der erste Europäer, der die Victoriafälle mit eigenen Augen sah, war der schottische Missionar und Afrikareisende David Livingstone. Nachdem er im Jahre 1851 Berichte über diesen Wasserfall gehört hatte, landete er vier Jahre später, am 16. November 1855, auf der kleinen Insel, die direkt an der Kante liegt, über die sich der Sambesi in die Tiefe stürzt und die heute den Namen Livingstone Island trägt. Tief beeindruckt beschrieb er den Wasserfall als „das schönste, das er in Afrika je zu Gesicht bekam“, und nannte ihn Victoria Falls; zu Ehren der damaligen britischen Königin Victoria.

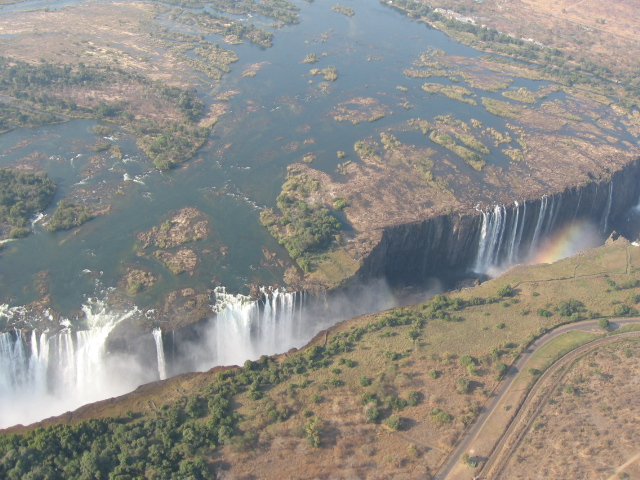
Schrägluftbild mit Mittelteil der Victoriafälle. Der Sambesi führt zum Zeitpunkt der Aufnahme relativ wenig Wasser und es entsteht nur wenig Sprühnebel. Auch weist der „Wasservorhang“ deutliche Lücken auf.

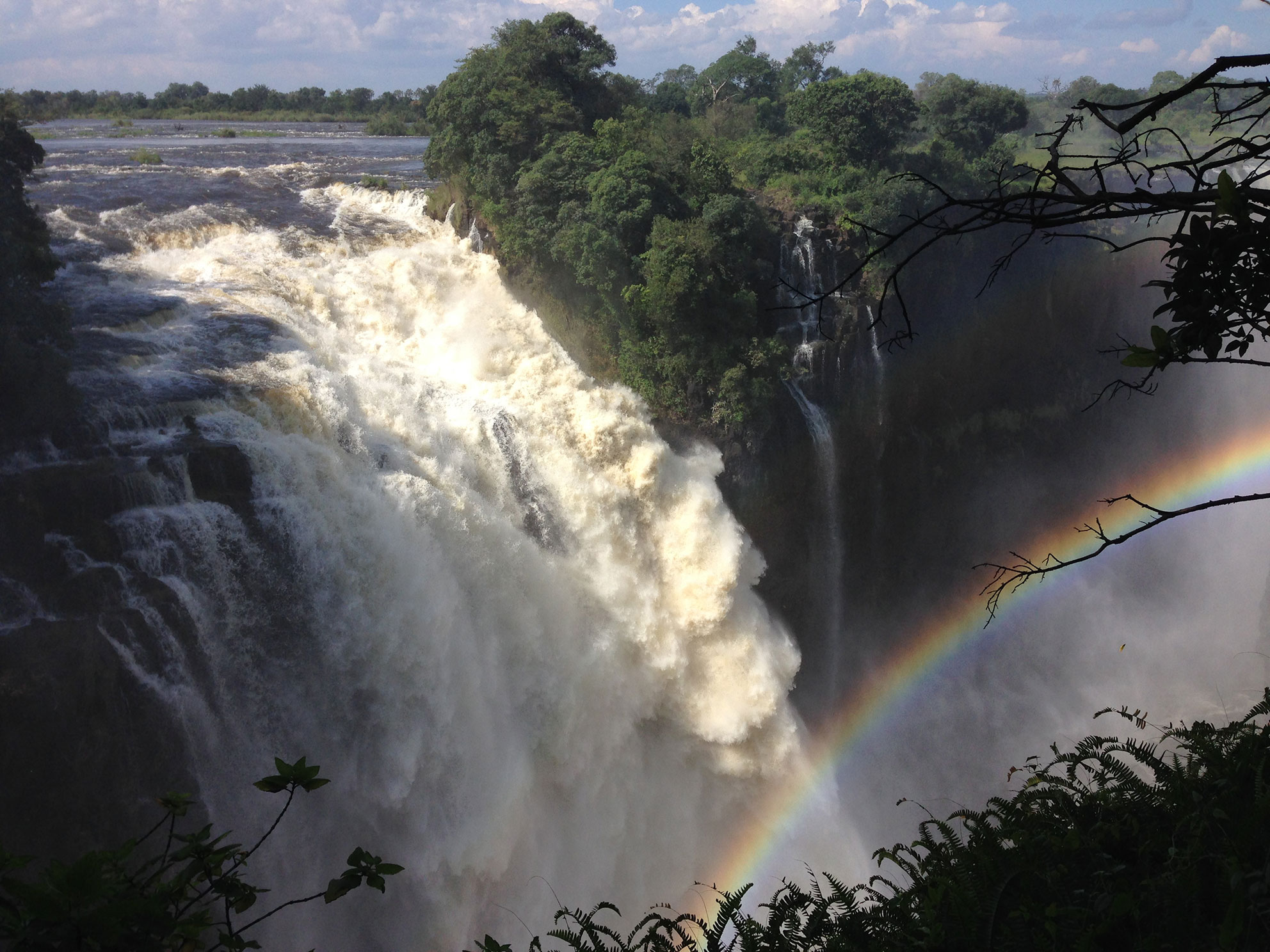
Der „Devil’s Cataract“ am westlichen Ende der Fälle

Die einheimischen Kololo nennen den Wasserfall hingegen Mosi-oa-Tunya (zu deutsch: donnernder Rauch). Der Name verweist auf den Wasser-Sprühnebel, der von den Fällen in bis zu 300 m Höhe aufsteigt und noch in bis zu 30 km Entfernung zu sehen ist. In unmittelbarer Umgebung der Victoriafälle gibt es einen Regenwald, der seine Existenz nur der Feuchtigkeit dieses Sprühnebels zu verdanken hat. Dieser entsteht, weil sich die Wassermassen des Sambesi auf einer Breite von 1708 m in eine quer zum Flusslauf liegende, 110 m tiefe und kaum mehr als 50 m weite Schlucht mit steilen Felswänden aus Basalt ergießen. Damit sind die Victoriafälle der breiteste durchgehende Wasserfall der Erde. Zum Ende der Regenzeit im Februar und März, wenn der Sambesi durch die Niederschläge stark angeschwollen ist, schießen bis zu 10.000 m³/s Wasser über den Nordrand der Schlucht in die Tiefe, jedoch wird der Wasserfall auch in den meisten anderen Monaten des Jahres dem Titel „größter Wasservorhang der Erde“ gerecht. Zum Ende der Trockenzeit, in den Monaten September und Oktober, kann die Wassermenge jedoch auf nur 170 m³/s schrumpfen. Dann bleiben von der sonst tosenden Flut nur einige wenige Rinnsale übrig.
Die Victoriafälle gelten als die Grenze zwischen dem breiten Oberlauf und dem eher schmalen, von Schluchten eingeengten Mittellauf des Sambesi, der sich bis zur Cahora-Bassa-Talsperre in Mosambik erstreckt.
Seit 1934 sind die Victoriafälle grenzübergreifend unter Schutz gestellt und seit 1972 Teil des Mosi-oa-Tunya-Nationalparks. Der eher kleine aber touristisch weitgehend erschlossene Nationalpark erstreckt sich von den Fällen etwa 12 km stromaufwärts und umfasst etwa 66 km². Darüber hinaus liegen die Victoriafälle auf dem Gebiet der Kavango-Zambezi Transfrontier Conservation Area, einem internationalen Schutzgebiet im südlichen Afrika, das seit März 2012 besteht.
Eine besondere Touristenattraktion ist der Devil’s Pool (Schwimmbecken des Teufels), ein kleines natürliches Bassin, welches unmittelbar an der westlichen Kante des Wasserfalls liegt und das bei niedrigem Wasserstand im Fluss, d. h. in den Monaten September bis Dezember, relativ gefahrlos zum Baden genutzt werden kann.
Simbabwe plant derzeit die Errichtung eines 300 Millionen Dollar (ca. 230 Millionen Euro) teuren Vergnügungsparks rund um die Victoria-Fälle, um so mehr Touristen anzulocken.

## Geologie und Entstehung
Die Victoriafälle sind sowohl das Resultat als auch nur eine Zwischenstation der rückschreitenden Erosion des Sambesi im Zusammenspiel mit der speziellen regionalen Geologie im südlichen Teil der Südprovinz Sambias und dem angrenzenden Gebiet in Simbabwe. Dort befindet sich ein Vorkommen von Karoo-Basalten, die sogenannte Batoka-Formation, welches vom Sambesi durchquert wird. Die Basalte weisen ein rechtwinkliges Kluftsystem aus annähernd nord-süd und annähernd ost-west orientierten Klüften auf, die sich gitterartig überschneiden. Diese Klüfte sind mit Sedimenten (u. a. Sandstein) verfüllt, die sich einst auf den Basalten ablagerten, mittlerweile aber wieder erodiert sind.
Die Sedimente sind im Vergleich zum Basalt deutlich weniger erosionsresistent und werden vom Fluss relativ leicht ausgeräumt.  Daher entsteht ein breiter Wasserfall dort, wo der Flusslauf eine Kluft kreuzt, die quer zur Fließrichtung verläuft. Bei den Victoriafällen und deren geologisch jüngsten Vorgängern betrifft dies ost-west-orientierte Klüfte, da der Fluss in diesem Gebiet in Nord-Süd-Richtung fließt. Ist eine solche Ost-West-Kluft soweit von Sediment befreit, dass die rückschreitende Erosion auf eine Nord-Süd-Kluft übergreifen kann, setzt sich die Wanderung des Wasserfalls Richtung Sambesi-Quelle in ebendieser Kluft fort. Die Nord-Süd-Kluft, die unmittelbar vor Entstehung der Victoriafälle ausgeräumt wurde, ist der sogenannte Boiling Pot am östlichen Ende des heutigen Wasserfalls. Während der Ausräumung einer Nord-Süd-Kluft existiert ein relativ schmaler Wasserfall – solange, bis die nächste Ost-West-Kluft erreicht ist und, wie bei den Victoriafällen, der nächste breite Wasserfall entsteht.
Unterhalb der Victoriafälle fließt der Fluss im Zick-Zack durch enge, tiefe, grob ost-west-orientierte Schluchten, die durch eher kurze nord-süd-orientierte Abschnitte miteinander verbunden sind. Diese Schluchten repräsentieren von ihrer Sedimentfüllung befreite Klüfte im Basalt. Über den Nordrand jeder dieser Schluchten ergoss sich ein Vorgänger der Victoriafälle.
Während der Sambesi also oberhalb der Victoriafälle in einem breiten Flussbett über die Basalte hinweg strömt, fließt er unterhalb faktisch durch sie hindurch, kanalisiert durch Klüfte, die er während der vergangenen Jahrhunderttausende selbst freigeräumt hat.
Oberhalb der heutigen Victoria-Fälle sind bei Niedrigwasser in Luftbildern bereits die Ost-West-Klüfte im Flussbett zu erkennen, an denen sich die Fälle in einigen 10.000 Jahren befinden werden.

## Bedeutung
Nach der Ernennung zum Weltnaturerbe durch die UNESCO traten vermehrte Konflikte hinsichtlich der möglichen Nutzung des hydroelektrischen Energiepotenzials des Sambesi auf. Die Erschließung des Flusses als Energiequelle ist, da er hier die Grenze zwischen Sambia und Simbabwe bildet, für beide Anliegerstaaten von großer Bedeutung. So plant die Sambesi River Authority unterhalb der Fälle den Bau eines weiteren Staudamms an der Batoka-Schlucht. Dies wäre neben dem Kariba-Staudamm und der Cahora-Bassa-Talsperre das dritte große Stauprojekt am Sambesi. Von Naturschützern wurde warnend auf die als einmalig geltende Flora und Fauna in der bisher ungestörten Schlucht hingewiesen. Mit dem Aufstauen des Flusses so nahe an den Fällen befürchten sie neben der Beeinträchtigung von Naturlandschaft auch Veränderungen der Schluchten unterhalb der Fälle und Einbußen im einträglichen Tourismusgeschäft.

## Klimatabelle

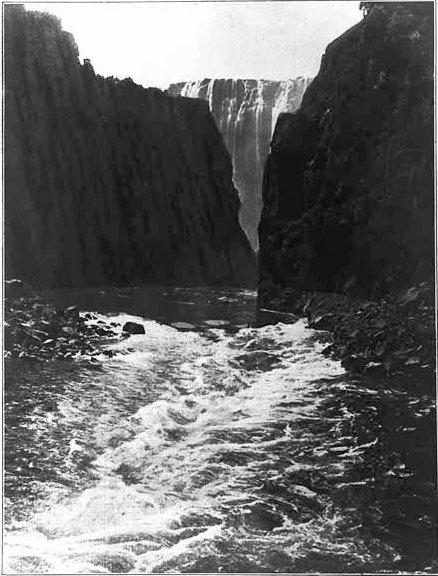
Historische Aufnahme: Blick von Süden in die Boiling-Pot-Schlucht mit Ostteil der Fälle im Bildhintergrund

|                       | Jan  | Feb  | Mär  | Apr  | Mai  | Jun  | Jul  | Aug  | Sep  | Okt  | Nov  | Dez  |   |      |
| Mittl. Tagesmax. (°C) | 28,7 | 28,6 | 29,0 | 28,4 | 26,9 | 24,2 | 24,8 | 27,5 | 31,2 | 33,2 | 31,3 | 29,4 | ⌀ | 28,6 |
| Mittl. Tagesmin. (°C) | 18,3 | 17,8 | 17,0 | 14,1 | 9,7  | 5,8  | 6,0  | 8,8  | 13,0 | 17,5 | 18,0 | 18,1 | ⌀ | 13,7 |
|                       |      |      |      |      |      |      |      |      |      |      |      |      |   |      |
| Niederschlag (mm)     | 168  | 126  | 70   | 24   | 3    | 1    | 0    | 0    | 2    | 27   | 64   | 174  | Σ | 659  |
|                       |      |      |      |      |      |      |      |      |      |      |      |      |   |      |
| Sonnenstunden (h/d)   | 6,6  | 7,8  | 8,0  | 8,7  | 9,5  | 9,5  | 10,0 | 10,2 | 10,3 | 9,2  | 7,7  | 6,3  | ⌀ | 8,7  |
|                       |      |      |      |      |      |      |      |      |      |      |      |      |   |      |
| Regentage (d)         | 15   | 13   | 7    | 2    | 1    | 0    | 0    | 0    | 0    | 4    | 8    | 14   | Σ | 64   |
|                       |      |      |      |      |      |      |      |      |      |      |      |      |   |      |
| Luftfeuchtigkeit (%)  | 76   | 75   | 69   | 64   | 54   | 52   | 48   | 38   | 32   | 37   | 55   | 68   | ⌀ | 55,6 |

| 18,3 |

| 17,8 |

| 17,0 |

| 14,1 |

| 9,7 |

| 5,8 |

| 6,0 |

| 8,8 |

| 13,0 |

| 17,5 |

| 18,0 |

| 18,1 |

| 18,3 |

| 17,8 |

| 17,0 |

| 14,1 |

| 9,7 |

| 5,8 |

| 6,0 |

| 8,8 |

| 13,0 |

| 17,5 |

| 18,0 |

| 18,1 |